# 山鼻19條停留場
山鼻19條停留場（日语：／ Yamahana-Jūkujō teiryūjō */?）是位於北海道札幌市中央區的札幌市交通局（札幌市電車）山鼻線的鐵路車站。車站位於西7丁目通及環狀線的十字路口（南19條西6丁目）北面。與鄰近的「幌南小學校前停留場」只相距250米，是現存路線距離最近的兩個車站。

## 歷史
- 1931年（昭和6年）11月21日 - 南19条站開始營業。
- 1959年（昭和34年）4月1日 - 改稱為現在的名稱。
- 1965年（昭和40年）8月1日 - 與「柏中學前（現在的幌南小學前）」合併，被廢除。
- 1973年（昭和48年）11月1日 - 再次設置車站。

## 車站構造
車站屬於2面2線的側式月台。南面的月台為往薄野方向、而北面的月台則是往西4丁目方向，並設置安全區域。

安全區域設置地面融雪系統及有蓋月台。

## 車站周邊
- 山鼻東屯田通郵政局
- 南19条大橋
- 山鼻高爾夫中心
- 北海道札幌南高等學校

## 相鄰停留場
札幌市交通局（札幌市電）
山鼻線
幌南小學校前（SC15）－山鼻19條（SC16）－靜修學園前（SC17）

## 外部連結
- 札幌市交通局（日文）